# مادر (شهر اتریش)
مادر (به آلمانی: Mäder) یک منطقهٔ مسکونی در اتریش است که در ناحیه فلدکیرش واقع شده‌است. مادر ۳٫۴۲ کیلومتر مربع مساحت دارد ۴۱۴ متر بالاتر از سطح دریا واقع شده‌است.